# Partido Popular (Bulgaria)
El Partido Popular (en búlgaro: Народна партия, Narodna partiya) fue un partido político en Bulgaria entre 1894 y 1920.

## Historia
El partido fue fundado en 1894 por Konstantin Stoilov, ganando las elecciones de ese año.  El partido ganó las elecciones de 1896, pero se redujo a solo dos escaños en las elecciones de 1899.
El NP se recuperó, reclamando 29 escaños en 1901 y 28 escaños en 1902, antes de ganar las elecciones de 1903 con 134 de los 189 escaños de la Asamblea Nacional. Sin embargo, el independiente Racho Petrov fue nombrado Primer Ministro y formó un gabinete con miembros del Partido Liberal del Pueblo,  que ocuparon sólo ocho escaños. 
Las elecciones de 1908 vieron al partido reducido a siete escaños. Sin embargo, en 1911 el NP formó una alianza con el Partido Liberal Progresista que ganó amplias mayorías en las elecciones a la Asamblea Constituyente en junio y las elecciones parlamentarias en septiembre. El NP era la mayor de las dos facciones, con 99 de los 190 escaños de la alianza. El líder del partido, Ivan Evstratiev Geshov, fue nombrado primer ministro.
En 1913, el partido volvió a perder el poder después de perder todos menos cinco escaños en las elecciones de ese año. Las elecciones de 1914 vieron al NP ganar cinco escaños más, y las elecciones de 1919 resultaron en otro aumento a 19 escaños. Sin embargo, el partido se redujo a 14 escaños en las elecciones de 1920. Más adelante en el año, el partido se fusionó con el Partido Liberal Progresista para formar el Partido Progresista del Pueblo Unido.